# Campylolejeunea pecularis
Campylolejeunea pecularis là một loài Rêu trong họ Lejeuneaceae. Loài này được (Herzog) Amak. mô tả khoa học đầu tiên năm 1960.